# Chiến tranh Anh–Hà Lan
Chiến tranh Anh-Hà Lan (tiếng Anh: the Anglo-Dutch Wars, tiếng Hà Lan: Engels–Nederlandse Oorlogen hoặc Engelse Zeeoorlogen) là một loạt các cuộc chiến giữa Anh và Các tỉnh thống nhất diễn ra trong hai thế kỷ 17 và 18 tranh giành quyền kiểm soát các con đường thương mại và hàng hải.

## Bối cảnh
Trong thời Trung cổ và thời Phục Hưng, cả Anh lẫn các tỉnh ở Vùng Đất Thấp (Flanders và Hà Lan) đều không phải là những cường quốc hàng hải so với Bồ Đào Nha, Castile, Aragon hay Venice. Trong Chiến tranh tôn giáo Pháp ở thế kỷ 16 giữa triều đại Habsburg Thiên Chúa giáo và những quốc gia Tin lành mới nổi lên, nước Anh, dưới sự lãnh đạo của nữ hoàng Elizabeth I, đã xây dựng một lực lượng hải quân hùng mạnh. Lực lượng này tiến hành các chiến dịch tấn công và cướp bóc chống lại Đế quốc Tây Ban Nha. Những cuộc tấn công này, được hoàng gia Anh tài trợ, lúc đầu mang lại rất nhiều chiến lợi phẩm, nhưng sau đó thất bại nặng nề khi vấp phải sự chống cự quyết liệt của hệ thống hải quân và tình báo quân sự Tây Ban Nha. Trong bối cảnh căng thẳng với Tây Ban Nha, Elizabeth I đã hỗ trợ cuộc Cách mạng Hà Lan bằng Hiệp ước Nonsuch 1585 với Các tỉnh liên kết. Hà Lan khi đó đấu tranh giành độc lập từ Tây Ban Nha và chiến đấu chống lại nhà Habsburg, một đồng minh thân cận của Tây Ban Nha.
Tuy nhiên, vào giai đoạn cuối thế kỷ 16, quan hệ Anh-Tây Ban Nha bắt đầu được cải thiện. Hòa bình tái lập năm 1605, kết thúc các hoạt động cướp bóc lẫn nhau trên biển (cuộc chiến năm 1625 chỉ là thay đổi ngắn trong chính sách). Hệ quả là hải quân Anh không còn được đầu tư nhiều như trước kia. Trong khi đó phía Hà Lan, vẫn tiếp tục cuộc chiến với nhà Habsburg và vẫn đầu tư cho hải quân để tiến hành các chiến dịch dài ngày trên biển. Năm 1628, đô đốc hải quân Hà Lan Piet Heyn tấn công và bắt được một đoàn tàu trở châu báu lớn của Tây Ban Nha, sự kiện đánh dấu giai đoạn hải quân Hà Lan qua mặt Bồ Đào Nha trở thành những thương gia trên biển số một của châu Âu, nối với châu Á và vùng Viễn Đông. Việc chiếm được các thương cảng của Bồ Đào Nha ở Đông Ấn giúp người Hà Lan kiểm soát tuyến đường hàng hải buôn gia vị đầy lợi lộc. Nhờ đó, các đội thương thuyền Hà Lan phát triển ngày càng mạnh mẽ, với quy mô đủ lớn để có thể đóng hàng loạt nhiều tàu với giá rẻ. Điều đó tất yếu dẫn đến đụng độ giữa các đội hàng hải Hà Lan với những thế lực cũ trên biển của châu Âu, cho nhiều vị trí chiến lược, đặc biệt là đường thương mại qua biển Baltic.
Từ tháng 1 năm 1631, Charles I của Anh xúc tiến một loạt thỏa thuận bí mật với Tây Ban Nha nhắm kiềm chế sức mạnh trên biển của Hà Lan. Ông cũng thực hiện một chương trình cải cách hải quân quy mô lớn với việc xây các chiến thuyền khổng lồ như HMS Sovereign of the Seas. Tuy nhiên, chính sách của Charles I không thật sự thành công. Do lo sợ làm tổn hại quan hệ tốt đẹp với vị thống đốc đầy quyền lực ở Hà Lan, Frederick Henry, Công vương của Orange, những hỗ trợ của Charles I với Tây Ban Nha chỉ giới hạn ở việc cho phép quân Habsburg sử dụng các tàu trung lập của Anh trên đường tới Dunkirk. Năm 1636 và 1637, Charles I thực thi những biện pháp không chính thức nhằm thu tiền đánh cá ở biển bắc với các tàu cá Hà Lan, nhưng sự can thiệp của hải quân Hà Lan sau đó đã khiến Anh phải chấm dứt kế hoạch này. Năm 1639, khi một hải đội vận tải lớn của Tây Ban Nha xin tị nạn ở các cảng vùng phía nam nước Anh, Charles I không dám bảo vệ đội thuyền khi quân Hà Lan tấn công. Trận Downs đã làm suy giảm nghiêm trọng sức mạnh hàng hải của Tây Ban Nha cũng như uy tín cá nhân của Charles I.
Cuộc nội chiến ở Anh, diễn ra sau đó không lâu, càng khiến hải quân Anh thêm suy yếu. Lực lượng hải quân bị chia rẽ giống như các thế lực chính trị trong nước. Quân Hà Lan, chiếm ưu thế cả trên biển và đất liền, giành quyền kiểm soát thậm chí cả các đường thương mại hàng hải giữa Anh với những thuộc địa Bắc Mỹ của Anh. Tuy nhiên, từ năm 1648 đến 1651, tình hình hoàn toàn đảo ngược. Năm 1648, Các tỉnh liên kết ký Hòa ước Münster với Tây Ban Nha. Hòa ước này gây ra mâu thuẫn giữa các thành bang lớn của Hà Lan cũng như vị thống đốc mới William II, Vương công của Orange, đẩy nước cộng hòa non trẻ đến bờ vực một cuộc nội chiến. Cái chết bất ngờ của William II vào năm 1650 khiến các căng thẳng chính trị càng gia tăng. Trong khi đó ở Anh, Oliver Cromwell đã thống nhất được đất nước và trong vài năm xây dựng một lực lượng hải quân hùng mạnh, tăng nhanh số tàu và cải thiện tổ chức cũng như kỷ luật. Lúc này, Anh đã sẵn sàng để thách thức quyền lực thương mại trên biển của Hà Lan.
Quan điểm chính trị ở Anh với Hà Lan cũng trở nên hung hăng hơn. Nhiều người Anh coi Hà Lan là kẻ vong ân bội nghĩa khi đổi lại những hỗ trợ trong cuộc chiến với người Tây Ban Nha, Hà Lan lại vươn lên trở thành một quốc gia hùng mạnh hơn đồng minh bảo hộ Anh. Họ chiếm quyền đánh bắt cá trích ngay sát bờ biển tây nam Anh, đẩy người Anh ra khỏi con đường hàng hải qua Đông Ấn, đánh thuế với các tàu Anh khi họ trên đường qua thuộc địa của chính mình. Ngoài ra còn nhiều nguyên nhân trực tiếp khác: sự suy yếu của Tây Ban Nha sau cuộc Chiến tranh Ba Mươi Năm kết thúc năm 1648, tranh giành thuộc địa, quyền thương mại với bán đảo Iberia và sự ủng hộ của nhà Orange với những đối thủ chính trị lưu vong của Cromwell. Các thống đốc ở Hà Lan luôn ủng hộ phái hoàng gia Anh trong cuộc chiến với Cromwell và lên án gay gắt vụ hành quyết Charles I.
Đầu năm 1651, Cromwell tìm cách giảm bớt căng thẳng khi ông cử một phái đoàn đến The Hague, đề nghị Hà Lan gia nhập Khối Thịnh vượng chung và hỗ trợ Anh chinh phục các thuộc địa của Tây Ban Nha ở châu Mỹ. Tuy nhiên, cuộc thương thảo đã kết thúc trong thất vọng khi phía Hà Lan từ chối yêu cầu hoàn toàn vô lý đó. Đi xa hơn, thống đốc Hà Lan, có tư tưởng thân gia đình hoàng tộc Anh Stuart, còn ra lệnh tấn công và cướp bóc đoàn đại biểu của Cromwell. Sau khi nhận được báo cáo của đoàn sứ thần quay về, Nghị viện Anh, rất tức giận trước thái độ của người Hà Lan, quyết định theo đuổi chính sách đối đầu.

## Cuộc chiến thứ nhất (1652-1654)
Để bảo vệ vị trí của mình ở Bắc Mỹ, tháng 10 năm 1651, Nghị viện Anh thông qua đạo luật hàng hải quy định tất cả hàng hóa nhập khẩu vào Anh phải do tàu Anh hoặc tàu từ nước xuất khẩu chuyên chở. Đạo luật này đã loại trừ các tàu buôn trung gian, hầu hết là của Hà Lan, ra khỏi các hoạt động thương mại hàng hải với Anh. Một cách trực tiếp, đạo luật này không ảnh hưởng mấy đến quyền lợi của hàng hải Hà Lan. Tuy nhiên, một cách gián tiếp, giờ đây các tàu cướp biển hoạt động ở những vùng biển Anh có thể tấn công cướp bóc bất cứ tàu Hà Lan nào họ gặp mà không sợ làm phật lòng Anh. Hà Lan đối phó bằng cách vũ trang mạnh cho các tàu buôn. Căng thẳng gia tăng khi phía Anh, muốn khôi phục vị trí bá chủ trên biển trước kia, yêu cầu các tàu nước ngoài phải hạ thấp cờ để chào tàu của họ, ngay cả ở những cảng không phải ở Anh. Ngày 29 tháng 5 năm 1652, Chuẩn đô đốc Maarten Tromp của Hà Lan từ chối thực hiện nghi thức đó khi gặp một hải đội Anh. Va chạm vũ trang liền xảy ra giữa hai phía, trận Goodwin Sands. Sau sự kiện đó, Anh tuyên chiến với Hà Lan ngày 10 tháng 7 năm 1652.